# Binzen
Binzen es un municipio en el distrito de Lörrach, Baden-Wurtemberg, Alemania. Está ubicado a una altitud de entre 260 a 380 m s. n. m. en la Selva Negra Meridional a la salida del valle del Kander aproximadamente 5 km al oeste de Lörrach y cerca de la frontera con Francia y Suiza. Tiene unos 2.800 habitantes.

## Eventos regulares
- Abril: Mercado de primavera[3]
- Mayo: Fiesta de la aldea[3]
- Junio: RebKulTour,[3] excursión a pie de unos 6 km con información sobre la viticultura y horticultura, degustación de vinos y menú de mediodía[4]
- Diciembre: Mercado navideño[3]

## Enlaces
- Wikimedia Commons alberga una categoría multimedia sobre Binzen.
- Sitio web de Binzen